# Ouyoun El Assafir
Ouyoun El Assafir est une commune de la wilaya de Batna, située à 6 km du siège de la wilaya. Elle est considérée comme une zone agricole par excellence, caractérisée par un climat froid en hiver et chaud en été.

## Géographie

### Situation
Le territoire de la commune d'Ouyoun El Assafir est situé à l'est de la wilaya de Batna.
| Fesdis  | El Madher         | Timgad |
| Batna   | Ouyoun El Assafir | Timgad |
| Tazoult | Oued Taga         | Timgad |

### Localités de la commune
Lors du découpage administratif de 1984, la commune d'Ouyoun El Assafir est composée des localités suivantes :
- Aïn El Assafeur
- Amsa
- Benimoune
- Chiboune
- Draa Tamerzouga
- Glet
- Lemsaïd
- Ouled Derradj
- Ouzegrine
- Meriel
- Rebta
- Sfendar
- Sidi Mançar (ou Sidi Mansar), chef-lieu de la commune.

## Histoire
En 1891, lors de la colonisation, Sidi Mançar, est nommée Laveran. En 1958, la ville fait partie du département de Batna.
Après l'indépendance, en 1963, Laveran est rattachée à la commune de Lambèse pour être ensuite rattachée à celle de Timgad.
En 1984, Ouyoun El Assafir est une commune à part entière, constituée de treize localités.